# Titre emploi service entreprise
Le Titre emploi service entreprise (TESE) est un dispositif simplifié permettant aux entreprises de réaliser les formalités liée à l'embauche et à la gestion des salariés : déclaration d'embauche, versement des salaires, versement des cotisations et contributions sociales. Ce dispositif est géré par l'Urssaf. 
Jusqu'en 2018, le Tese concerne les entreprises ayant moins de 20 salariés. Depuis 2019, ce dispositif n'est plus réservé aux seules petites entreprises mais est ouvert à toutes les entreprises.